# Simon Paulet
Simon Paulet (Mons, 15 februari 2000) is een Belgisch voetballer die als centrale middenvelder speelt. Hij staat sinds januari 2020 onder contract bij KVC Westerlo.

## Carrière
Paulet was als jeugdspeler actief binnen de beloftenploeg van Club Brugge toen het Britse Swansea City voor hem kwam aankloppen. Hij besloot deze uitdaging aan te gaan en was er van de zomer van 2018 tot januari 2020 actief bij het tweede elftal.
In de winterstop van het seizoen 2019-2020 raakte bekend dat Paulet terugkeerde naar België om er een 3,5-jarig contract te ondertekenen bij KVC Westerlo dat uitkomt in de Eerste klasse B, het op één na hoogste niveau in België. Tot een officieel debuut kwam het dat seizoen nog niet, wel mocht hij al eens plaatsnemen op de invallersbank voor de wedstrijd in februari 2020 op het veld van Lommel SK. In het seizoen 2020/21 kreeg hij van coach Bob Peeters wel zijn kans in het eerste elftal. Op 23 oktober 2020 mocht hij officieel debuteren in de basisopstelling voor de competitiewedstrijd tegen SK Deinze.

## Clubstatistieken
| Seizoen     | Club         | Competitie      | Competitie | Competitie | Competitie | Beker | Beker | Beker | Europa | Europa | Europa | Totaal | Totaal | Totaal |
| Seizoen     | Club         | Competitie      | Wed.       | Dlp.       | Ass.       | Wed.  | Dlp.  | Ass.  | Wed.   | Dlp.   | Ass.   | Wed.   | Dlp.   | Ass.   |
| ----------- | ------------ | --------------- | ---------- | ---------- | ---------- | ----- | ----- | ----- | ------ | ------ | ------ | ------ | ------ | ------ |
| 2020/21     | KVC Westerlo | Eerste klasse B | 7          | 0          | 0          | 1     | 0     | 0     | —      | —      | —      | 8      | 0      | 0      |
| 2021/22     | KVC Westerlo | Eerste klasse B | 4          | 1          | 0          | 0     | 0     | 0     | —      | —      | —      | 4      | 1      | 0      |
| Club Totaal | Club Totaal  | Club Totaal     | 11         | 1          | 0          | 1     | 0     | 0     | 0      | 0      | 0      | 12     | 1      | 0      |
| 2022/23     | → RE Virton  | Eerste klasse B | 17         | 0          | 0          | 1     | 0     | 0     | —      | —      | —      | 18     | 0      | 0      |
| Club Totaal | Club Totaal  | Club Totaal     | 17         | 0          | 0          | 1     | 0     | 0     | 0      | 0      | 0      | 18     | 0      | 0      |
| TOTAAL      | TOTAAL       | TOTAAL          | 28         | 1          | 0          | 2     | 0     | 0     | 0      | 0      | 0      | 30     | 1      | 0      |

Bijgewerkt op 2 augustus 2021.
1 Bolat ·
2 Ortakaya ·
3 Haidara ·
4 Fixelles ·
5 Bos ·
7 Sayyadmanesh ·
9 Frigan ·
10 Devine ·
11 Gümüşkaya ·
13 Sakamoto ·
15 Sydorchuk ·
17 Smekens ·
18 Yow ·
19 Slimani ·
20 Gillekens ·
22 Reynolds ·
23 Seigers ·
25 Rommens ·
30 Van Langendonck ·
32 Jordanov ·
33 Neustädter ·
34 Haspolat ·
36 Youlley ·
39 Van den Keybus ·
40 Bayram ·
44 Vušković ·
46 Piedfort ·
47 Mebude ·
49 Placias ·
60 De Boeck ·
77 Alcócer ·
99 Jungdal ·
Coach: Simons